# Поясний гаманець

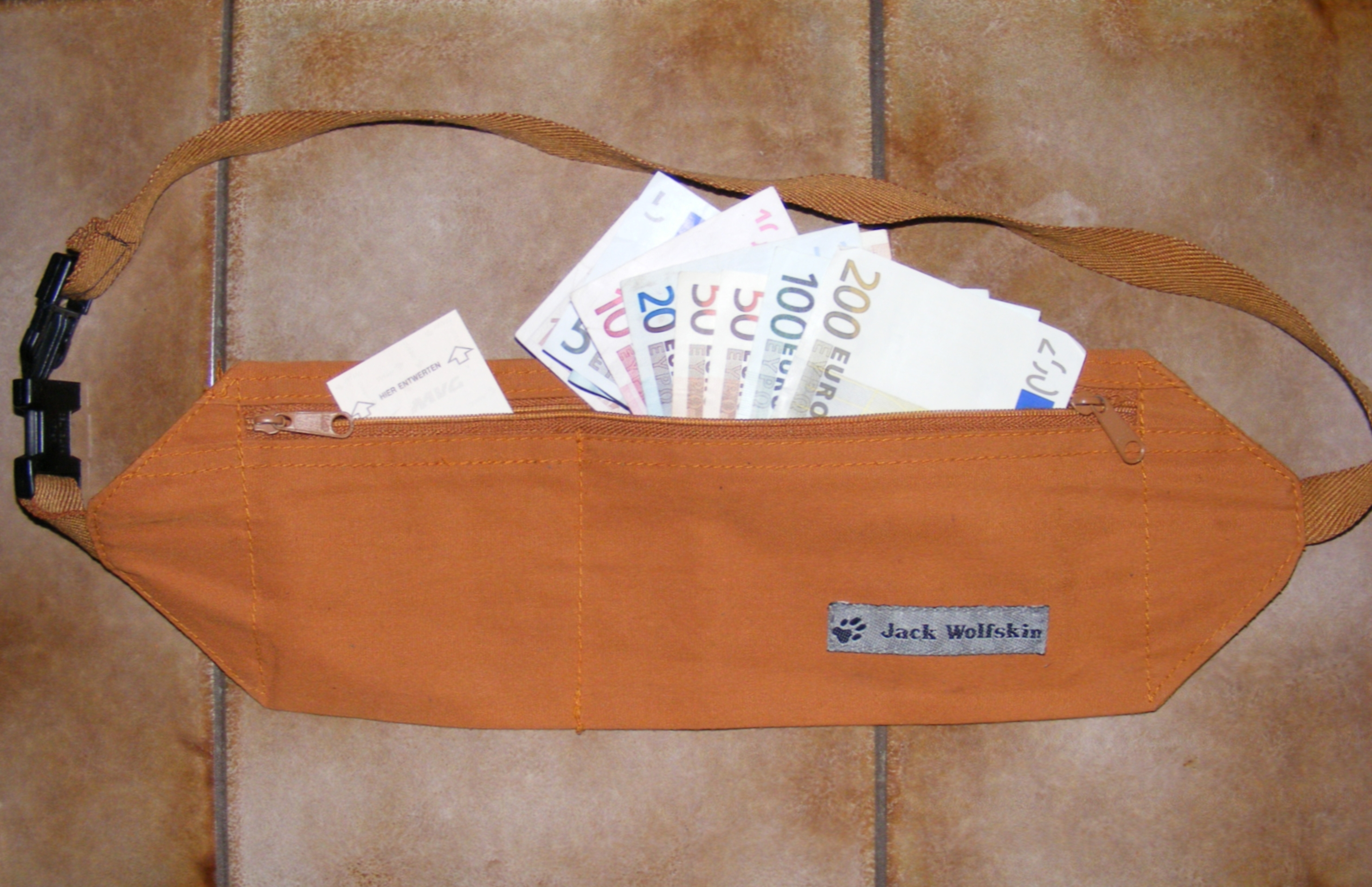
Поясний гаманець фірми Jack Wolfskin

Поясний гаманець (англ. money belt; нім. Geldkatze) — це гаманець або маленька сумка із ременем, яка прикріплюється спереду під одягом, щоб захистити цінності від злодіїв і/або кишенькових крадіїв. Трапляються види поясних гаманців, які кріпляться відкрито поверх одягу, але мають кілька прихованих кишень, часто закриті на застібку-блискавку. Поясні гаманці часто носять туристи як запобіжний захід проти крадіжки. Зазвичай в поясному гаманці тримають такі речі як готівку, платіжну картку, ювелірні прикраси, паспорт, водійське посвідчення, дорожні квитки та інші цінні малогабаритні речі.